# Kamen Rider Fourze
Kamen Rider Fourze (仮面ライダーフォーゼ Kamen Raidā Fōze?) es el título de la 22.ª temporada de la franquicia Kamen Rider, producida por Toei Company y emitida en TV Asahi del 4 de septiembre de 2011 al 26 de agosto de 2012, constando de 48 episodios. En ella se conmemoró no solo el 40 aniversario del estreno de la primera temporada de la franquicia, sino el 50 aniversario del inicio de la carrera espacial con el primer vuelo de Yuri Gagarin en 1961. El eslogan de la temporada es "¡Enciende la juventud porque el espacio está aquí!" (青春スイッチオンで宇宙キター！ Seishun suitchi on de uchū kitā!?)

## Argumento
Al instituto de preparatoria de Amanogawa, en el que estudian los jóvenes que quieren en el futuro convertirse en astronautas, llega un nuevo estudiante llamado Gentarō Kisaragi, un joven despreocupado que se viste como quiere y busca hacerse amigo de todos y cada uno de los miembros de la escuela, por mal que estos le traten a él. Al llegar se reencuentra con una amiga de la infancia, Yuki Jojima, una fanática de los viajes espaciales, y se gana también las iras del solitario Kengo Utahoshi. Cuando unas criaturas monstruosas llamadas Zodiarts atacan el instituto, Kengo y Yuki intentan enfrentarse a ellos utilizando los extraños dispositivos que encontraron en una base lunar llamada Rabbit Hatch a la que llegan a través de un túnel dimensional conectado a una de las taquillas del instituto. Gentarō se une a ellos al ver que el cuerpo de Kengo no puede soportar los estragos de la batalla y usa los dispositivos para transformarse en Kamen Rider Fourze. Al saber por Yuki de las leyendas urbanas que circulan en internet acerca de la existencia de otros Kamen Rider como él, Gentarō crea el Kamen Rider Club al que pertenecerán, además de Yuki y Kengo, la jefa de animadoras y chica más popular del último curso, Miu Kazashiro; el exnovio de Miu y capitán del equipo de rugby del instituto, Shun Daimonji; el extrovertido JK y la gótica Tomoko Nozam

## Personajes
Celebrando el 40 aniversario de la franquicia, la mayoría de los personajes tienen nombres inspirados por personajes de temporadas anteriores de la franquicia, ya sea por calco directo o a través de anagramas con los kanji.

### Riders
- Gentarō Kisaragi (如月 弦太朗 Kisaragi Gentarō?)/Kamen Rider Fourze (仮面ライダーフォーゼ Kamen Raidā Fōze?): Es un estudiante de segundo año de preparatoria que acaba de llegar transferido a la escuela de Amanogawa. Tiene la apariencia de un pandillero, ya que en lugar de llevar el uniforme oficial de la escuela que llevan el resto de los estudiantes, lleva una chaqueta corta sobre una camiseta roja y pantalones caídos. A pesar de esta apariencia, es un joven muy sociable que desea entablar amistad con todo aquel que se cruza en su camino. Pone la amistad por encima de cualquier otra cosa y valora a cada uno de los amigos que tiene, hasta el punto de llorar cuando uno le cuenta una historia triste. Tiene un extraño saludo con la mano que hace con cada amigo que hace, solo por ver al hacerlo su sonrisa, lo más valioso para él en el mundo. Normalmente es serio y a veces bastante insensible, y a veces puede ser también bastante disperso y tardar en darse cuenta de las cosas. A veces también dice cosas que a los otros les cuesta comprender por la extraña visión que él tiene del mundo. Estos detalles de su personalidad se ven ante los otros como cosas a veces muy molestas, pero también como puntos de fortaleza poco comunes.[4][5]
- Ryūsei Sakuta (朔田 流星 Sakuta Ryūsei?)/Kamen Rider Meteor (仮面ライダーメテオ Kamen Raidā Meteo?): Es un estudiante que ha llegado de intercambio desde la escuela Subaruboshi. Es un experto en artes marciales y suele gritar como Bruce Lee cuando lucha. Un amigo suyo, Jiro, utilizó inconscientemente un Switch de los Zodiarts, y acabó en coma. Ryūsei no se perdona no haber hecho más para evitar que eso sucediera y juró que nunca haría nuevos amigos. El misterioso Tachibana le entregó el Meteor System y la misión de que encontrara al Aries Zodiart para salvar a Jiro. Una de las condiciones que le dio fue que mantuviera su identidad en secreto para todo el mundo, bajo la amenaza de que perdería sus poderes si alguien se enteraba de que él era Meteor. Al llegar a la escuela, intentó desde el principio infiltrarse en el Kamen Rider Club para espiarlos. De esta forma, ante ellos esconde su carácter frío y se muestra falsamente amistoso. También para evitar sospechas les oculta su verdadera habilidad de pelea, actuando de forma torpe y cobarde y saliendo huyendo cuando hay peligro, lo que aprovecha para transformarse sin ser visto.[6][7]

### Aliados
- Kengo Utahoshi (歌星 賢吾 Utahoshi Kengo?): Es un compañero de clase de Gentarō. Es un joven muy centrado e inteligente, pero es de constitución muy débil y se pasa la mitad del tiempo en la enfermería del instituto debido a los fuertes dolores que sufre cuando se esfuerza físicamente demasiado. Un año antes del arranque de la serie, recibió una carta anónima junto con un Astroswitch con el que creó accidentalmente en un armario de una zona abandonada del instituto el portal que conduce a Rabbit Hatch, una base en la luna que perteneció a su difunto padre, y donde descubrió todo sobre los Zodiarts y los Astroswitches. Al principio planeaba luchar él solo, pero su condición física no se lo permitía, por lo que Gentarō se decidió a encargarse él de la acción física, mientras Kengo se encargaba de dirigirle por radio y desarrollar la estrategia de batalla, algo a lo que Kengo accedió a regañadientes, negándose a reconocer la existencia del Kamen Rider Club. Kengo recibe su nombre del primer Kamen Rider, Takeshi Hongo.[8]
- Yuki Jōjima (城島 ユウキ Jōjima Yūki?): Es otra compañera de clase de Gentarō, además de amiga de la infancia. Tiene una personalidad alegre y distendida, y se preocupa por sus amigos. De pequeña, escuchó una voz de las estrellas que la influyó en su deseo de convertirse en astronauta. Desde entonces se convirtió en, como ella misma se llama, una "otaku espacial", mientras que los demás la llaman "friqui". Es también amiga de Kengo, y estaba con él el día que descubrió Rabbit Hatch, por lo que desde el principio se convirtió en su compañera y asistente. Fue ella la que hizo que Gentarō se convirtiera en Fourze y convenció a Kengo de que Gentarō se uniera a ellos. También fue la que inspiró el nombre del Kamen Rider Club a partir de las leyendas urbanas que circulan en internet acerca de los Kamen Rider del pasado. Su nombre viene de Riderman, de Kamen Rider V3, cuyo nombre es Joji Yuki.[8]
- Miu Kazashiro (風城 美羽 Kazashiro Miu?): Es una estudiante de tercer curso y la jefa de las animadoras del instituto. Es de familia pudiente y ha sido elegida la "Reina de la escuela" por ganar el festival anual de la Reina dos años seguidos casi sin esfuerzo y sin trabajar para conseguirlo, con un gran número de fanes. Como Reina del instituto piensa que su obligación es estar enterada de todo lo que pasa en la escuela. A pesar del cariño que muchos le tienen, tiene un fuerte complejo de superioridad y piensa que todos los demás son inferiores a ella, creyendo que los demás solo intentan arrimarse a ella porque ella ha logrado brillar y los otros no tienen capacidad de hacerlo. La primera vez que ve a Gentarō, le rechaza y le considera basura. Cuando una de sus asistentes la traiciona y muestra ante todos un vídeo de ella destruyendo los regalos que le mandan los fanes, siente el desprecio de todos los estudiantes, incluido el de su entonces novio Shun. Solo Gentarō se muestra comprensivo con ella y le ayuda a salir adelante, y a pesar de todo, ganar el festival una vez más. Miu se unirá al Kamen Rider Club y se nombrará a sí misma la presidenta, un cargo que le viene como anillo al dedo gracias a su capacidad de liderazgo y de mantener la mente fría en las peores crisis, incluso más que Kengo. Su nombre viene del protagonista de Kamen Rider V3, Shirō Kazami (風見 志郎 Kazami Shirō?), ya que el nombre de Miu en hiragana, Kazashiro Miu (かざしろみう?), es un anagrama del nombre de Shirō en hiragana, Kazami Shirō (かざみしろう?).[8]
- JK (ジェイク Jeiku?): Su verdadero nombre es Kaizō Jingū (神宮 海蔵 Jingū Kaizō?), y es un estudiante de primer curso de apariencia muy llamativa que actúa como vendedor de información para los otros estudiantes, intercambiando secretos a cambio de favores. Sin embargo, también es conocida su cobardía y que huye constantemente de las situaciones difíciles. Descubrió la identidad de Gentarō y se las arregló para utilizarle y robarle un Astroswitch, pero cuando los Zodiarts le tomaron como rehén y Gentarō fue el único que acudió a su rescate, aprendió el verdadero valor de la amistad y se unió al Kamen Rider Club. Su nombre viene del protagonista de Kamen Rider X, Keisuke Jin (神 敬介 Jin Keisuke?), con quien comparte las mismas iniciales.[8]
- Shun Daimonji (大文字 隼 Daimonji Shun?): Es un estudiante de tercer curso y el capitán del equipo de rugby de la escuela, con lo que el resto de la escuela le trata como si fuera un rey. Es el típico deportista al que ha planeado la vida su padre, quien le ha criado para creer que todos los demás están debajo de él y son basura, y también le ha enseñado cómo manipularles para obtener lo que quiera de ellos. Obligado continuamente a no manchar el apellido familiar ni a avergonzar a su padre, Shun se ha distanciado de todo lo que cree que podría perjudicar su reputación, lo que le llevó a dejar de lado a Miu cuando cayó en desgracia. Aunque después intentó reconciliarse con ella, se sorprendió al ver como Miu le abandonaba y se dedicaba a estar con Gentarō y sus amigos. Por una pelea con un compañero de equipo, se vio castigado junto a Gentarō y otros miembros del Kamen Rider Club. Es durante ese tiempo que Shun, tras varios intentos de perjudicar a los otros y tras la insistencia de Gentarō de llegar hasta él, acabó confesando entre lágrimas que solo vivía la mentira que su padre le había obligado a vivir y que ser así no le llena ni le hace feliz en absoluto, añadiendo que envidia al Kamen Rider Club porque se les ve juntos y felices y disfrutando de lo que hacen. Gentarō le anima a seguir sus propios sueños y convicciones aunque respete que quiera complacer a su padre. Así, Shun se enfrenta a su padre y se une al Club, luchando a partir de entonces, gracias a su gran complexión atlética, como piloto del Powerdizer. Su nombre viene de Kamen Rider 2, de Kamen Rider, llamado Hayato Ichimonji (一文字 隼人 Ichimonji Hayato?) (combinando los kanjis 一 y 人 del nombre de Ichimonji se obtiene el kanji 大 del nombre de Daimonji).[8]
- Tomoko Nozama (野座間 友子 Nozama Tomoko?): Es una estudiante gótica de primer curso que trabaja en una tienda de objetos de ocultismo. Tiene un sexto sentido que le permite ver cosas que los otros no pueden ver, puede moverse sin ser detectada y la gente siente escalofríos cuando ella está cerca. Su extraña forma de pensar le permite darse cuenta de cosas que los demás pasan por alto. Además, tiene el poder de detectar la energía de los Astroswitches. También conoce las leyendas urbanas de los Kamen Rider, siendo la responsable involuntaria del nombre del Kamen Rider Club. Tomoko se une a un aquelarre de brujas para intentar cumplir su sueño de abandonar la Tierra e ir a la Luna. Cuando Gentarō descubre esto y que Tomoko ha recibido un Switch para cumplir ese sueño, la lleva al Rabbit Hatch para que vea cómo es la Luna en realidad, diciéndole además que no necesita cambiar, que ella es perfecta tal y como es. De esta forma, tras deshacerse de su Switch sin usarlo y abandonar el ocultismo, Tomoko se une al Kamen Rider Club, donde usa sus habilidades de detección para ayudar en las investigaciones. Su nombre viene de Kamen Rider Amazon ("Nozama" es "Amazon" al revés).[8]
- Chūta Ōsugi (大杉 忠太 Ōsugi Chūta?): Es el profesor de geografía de segundo curso y después tutor en tercero. Es un hombre de mediana edad de aspecto desastrado y mal carácter que siempre acompaña sus frases con un golpe de sus tirantes y que desagrada a muchos de los estudiantes, algo que él busca, ya que piensa que los profesores y los estudiantes no deben ser amigos. Le gusta la profesora Sonoda, aunque ella no muestra el más mínimo interés hacia él. También suele regañar a Gentarō por no llevar el uniforme de la escuela entre otras muchas cosas, ya que le ve como un estudiante muy problemático. También se lleva mal con Ryūsei desde el momento que este apunta que la norma de llevar el uniforme no es obligatoria por estatuto. Su obsesión por investigarle acaba haciendo en tercer curso que descubra la existencia de Rabbit Hatch y la verdadera identidad de Gentarō, y aunque al principio intenta desmantelar el Club, cuando se entera de lo que está pasando en la escuela, acaba guardando el secreto y apoyando al Kamen Rider Club desde su posición de profesor.
- Tachibana (タチバナ Tachibana?): un misterioso ente enmascarado que afirma pertenecer a la Unión Anti-Zodiarts, actúa como el benefactor de Kamen Rider Meteor, entrenándolo en su misión de combatir a los Horoscopes. Su nombre proviene del legendario hombre que ayudó a los primeros siete Kamen Riders: Tōbei Tachibana.

### Villanos
- Zodiarts (ゾディアーツ Zodiātsu?): Son las criaturas monstruosas a las que se enfrentan los Riders. Se trata de estudiantes que han sido engañados por los Horoscopes para cumplir sus sueños o vengarse de quienes odian y utilizar unos pulsadores llamados Switches que les permiten transformarse. Los Switches sacan y potencian toda la maldad de sus corazones, por lo que no son ellos mismos desde el primer momento en que pulsan el Switch. Al principio pueden pasar gracias al Switch de humano a Zodiart de forma voluntaria, hasta que, tras acumular la suficiente energía negativa, el Switch pasa al modo Last One. Si pulsan el botón entonces, se desprenden de su cuerpo humano y ya no pueden volver atrás de su forma de monstruo, que debe ser destruida para liberar al humano del Switch.
  - Horoscopes (ホロスコープス Horosukōpusu?): Son Zodiarts que han logrado destruir su cuerpo humano tras el Last One, entregándose por completo a la maldad y transformándose en una nueva criatura similar a la de uno de los signos del zodiaco, y alcanzando un poder superior al de cualquier Zodiart. Son los líderes de los enemigos. Hay un máximo de 12, uno por cada constelación del zodiaco, y su misión es buscar entre los Zodiarts aquellos que tienen el potencial de liberarse de su humanidad y transformarse en Horoscopes, para lo que usan la escuela como "granja de experimentación", engañando a los estudiantes para que se transformen en Zodiarts, con la esperanza de que puedan reunir a los 12 Horoscopes. A pesar de que han destruido su cuerpo humano, gracias a sus Switches pueden adoptar la forma humana en cualquier momento como un disfraz con el que se mueven por la escuela sin ser detectados.
    - Mitsuaki Gamou (我望 光明 Gamō Mitsuaki?)/Sagittarius Zodiarts (サジタリウス・ゾディアーツ Sajitariusu Zodiātsu?): también conocido como "el Hombre de Ojos Rojos" (赤い目の男 Akai Me no Otoko?) debido a que sus ojos brillan de vez en cuando de color rojo. Él es un científico que también es el fundador/director de la junta escolar del instituto Amanogawa y el cerebro detrás de los ataques de Zodiarts. una figura radiante de gran intelecto cuya terquedad puede dañar a los más cercanos a él. Él es muy reservado y metafórico. Parece enorgullecerse de su papel como astronauta, utilizando metáforas espaciales en su discurso. El fin de explorar lo desconocido y evolucionar más allá de la humanidad es una razón justificada para sus acciones. Puede generar un arco en su antebrazo izquierdo para desatar un aluvión de flechas de Energía
    - Sarina Sonoda (園田 紗里奈 Sonoda Sarina?)/Scorpion Zodiarts (スコーピオン・ゾディアーツ Sukōpion Zodiātsu?): Es la joven profesora de la clase 2-B que enseña literatura clásica. Aunque parece ser una maestra muy querida, Sonoda en realidad usa su agradable fachada para conocer mejor a los estudiantes y encontrar candidatos ideales para los Horoscopes. Está armada con poderosos guanteletes de garras y una cola de escorpión que funciona como un látigo y puede inyectar un veneno agonizante en sus víctimas.
    - Kōhei Hayami (速水 公平 Hayami Kōhei?)/Libra Zodiarts (リブラ・ゾディアーツ Ribura Zodiātsu?): Es el director del instituto Amanogawa. Es un joven atractivo y encantador que tiene un doctorado en Física, cuya apariencia causa que la mayoría del cuerpo estudiantil y la facultad, incluso las madres de los estudiantes, se enamoran de él. Usa su khakkhara para crear ilusiones y engañar a sus objetivos. Él es un personaje astuto con una naturaleza inquisitiva que se las arregla para sobrevivir evitando activamente la confrontación directa con los Kamen Riders y la lealtad eterna a Gamou. Fiel a la naturaleza de su forma de Zodiart, Hayami tiene la costumbre de usar términos relacionados con el peso como "ligero" y "pesado" cuando habla con otros.
    - Natsuji Kijima (鬼島 夏児 Kijima Natsuji?)/Cancer Zodiarts (キャンサー・ゾディアーツ Kyansā Zodiātsu?): Es un arrogante estudiante de segundo año con una lengua afilada y que muestra hostilidad hacia cualquiera que lo irrite. Originalmente presidente del club de rakugo, está armado con pinzas agudas y pesadas en su antebrazo izquierdo, capaz de cortar casi cualquier cosa, licuarse para retirarse o desaparecer, y su cuerpo está protegido por un duro caparazón lo suficientemente fuerte como para soportar indemne el más devastador de los ataques. Todas las características anteriores, junto con la capacidad de eliminar la fuerza vital de las personas y colocarlas en coma, le permiten convertirse en el guerrero Horoscope más poderoso.
    - Tatsumori Yamada (山田 竜守 Yamada Tatsumori?)/Aries Zodiarts (アリエス・ゾディアーツ Ariesu Zodiātsu?): Es un estudiante de transferencia que finge ser un miembro callado del club de teatro. Está armado con un cetro que emite un aura que puede ralentizar o acelerar las funciones corporales de una persona, lo que le permite cansar a la gente fácilmente y dejarla inconsciente. Aunque no se ha demostrado que sea poderoso en combate directo, su habilidad para poner a dormir a su oponente lo hace extremadamente peligroso, incluso para los mismos Horoscopes. Él abusa de esta habilidad y desarrolla un complejo de Dios hasta el punto de ignorar por completo el propósito de los Horoscopes en general y a Gamou.
    - Kō Tatsugami (立神 吼 Tatsugami Kō?)/Leo Zodiarts (レオ・ゾディアーツ Reo Zodiatsu?): Es un hábil artista marcial que originalmente luchó en peleas callejeras con poco por lo que vivir. Pero fue después de conocer y ser superado por Gamou que Tatsugami encontró un propósito de vida en los Horoscopes, volviéndose fanáticamente leal a Gamou y sirviendo como su ayudante personal y guardaespaldas. Por lo general se lo ve aplastando dos nueces con su mano desnuda como muestra de su fuerza y bebe solo licor en un ambiente tranquilo, ofendiéndose por cualquiera que lo interrumpa en ese momento y atacándolos sin importar si son aliados. Aunque sabe que el plan de Gamou lo destruiría todo, Tatsugami está dispuesto a morir si eso ayuda a su maestro. Como miembro de los Horóscopos es uno de los luchadores más fuertes del grupo con sus enormes guanteletes con garras y su poderoso rugido de león.
    - Tojiro Goto (五藤 東次郎 Gotō Tōjirō?)/Capricorn Zodiarts (カプリコーン・ゾディアーツ Kapurikōn Zodiātsu?): Es un estudiante de transferencia reciente que resulta ser un viejo amigo de JK de la escuela secundaria. Él es un roquero con un apetito abundante, aunque su toque de guitarra es terrible. A diferencia de otros miembros de Horóscopos, no tiene mala voluntad con nadie y solo quiere ser grande como un roquero. Como Capricorn Zodiarts, está armado con una guitarra eléctrica que es capaz de manipular el sonido, generando ondas de choque sónicas devastadoras y "atrapando" a las personas con una manifestación de energía cósmica. Las personas tendrán un "éxtasis" durante un período de tiempo antes de sufrir una grave crisis de adrenalina que puede durar varios días.
    - Erin Suda (エリーヌ 須田 Erīnu Suda?)/Aquarius Zodiarts (アクエリアス・ゾディアーツ Akueriasu Zodiātsu?): Es una estudiante de tercer año que se transfirió de una escuela estadounidense. Ella es una estudiante de élite, aunque no domina perfectamente el japonés. Ella vino a la escuela para perseguir sus sueños de convertirse en astronauta como su padre antes de su retiro. Como Aquarius Zodiarts, ella está armada con un látigo y puede usar los jarrones de agua sobre sus hombros para curarse a sí misma o a los demás, haciéndola inmune a varios ataques a menos que ambos jarrones se rompan. Conoce Gentaro y rápidamente se hace amiga de él, pero se angustia después de enterarse de que su nuevo amigo también es Kamen Rider Fourze, alguien a quien debe eliminar.
    - Yuta Sugiura (杉浦 雄太 Sugiura Yuta?)/Taurus Zodiarts (タウラス・ゾディアーツ Taurasu Zodiātsu?): Es un estudiante de tercer año y presidente del cuerpo estudiantil, habiendo reemplazado a la presidenta anterior, Sayaka Mibu, después de ser hospitalizada. Firme creyente en las políticas de la escuela de permitir la mayor libertad posible al alumnado constantemente discutía con la más conservadora Sayaka. Eventualmente, esto indirectamente la llevó a ser herida y hospitalizada y, para sorpresa de todos, él perdió la calma y se asustó seriamente. Motivado por sus sentimientos hacia Sayaka y bajo el engaño de que lo hace por las razones correctas, Sugiura crea los Estatutos del Campus de Amanogawa, varias reglas que limitan la individualidad del cuerpo estudiantil. Como Taurus Zodiarts, su principal poder es obligar a las personas a cumplir con su voluntad mediante el uso de su cetro, así como tomar las almas de las personas y convertirlas en sirvientes leales; él también es físicamente imponente, siendo fuerte y rápido en la ejecución de ataques de corto alcance. Sugiura generalmente no es una mala persona. Pero para que los estatutos funcionen, no está por encima de utilizar sus poderes para someter a los estudiantes a fin de que se cumplan las reglas.
    - Kuniteru Emoto (江本 州輝 Emoto Kuniteru?)/Virgo Zodiarts (ヴァルゴ・ゾディアーツ Varugo Zodiātsu?): Es un investigador que solía trabajar con el padre de Kengo, Rokuro Utahoshi y Mituaki Gamou estudiando la energía cósmica. Pero Emoto estaba celoso de Utahoshi, comparándolo a él y a Gamou con la Tierra y el Sol mientras se veía a sí mismo como la luna, palideciendo en comparación con cualquiera de los dos, pero reflejando la luz del sol. Formando una asociación con Gamou, Emoto jugó un papel en el robo de los Zodiarts Switches, dejando a Utahoshi varado en la luna. Pero lamentándose por sus acciones, prometió tomar el lugar de Utahoshi como la Tierra en su relación con Gamou. Como Virgo Zodiarts sirve como juez y verdugo entre los Horoscopes. Armadoa con una alabarda,  pueden producir barreras lo suficientemente fuertes como para desviar incluso los ataque smás poderosos de Fourze, disparar orbes que consumen todo lo que tocan y conjurar un portal para enviar víctimas a lo que se dice que es la Nebulosa Oscura.
    - Dark Yuki (闇ユウキ Yami Yūki?)/Gemini Zodiarts (ジェミニ・ゾディアーツ Jemini Zodiātsu?): Es un doppelgänger de Yuki Jojima creado cuando Yuki es forzada por Libra Zodiarts y Leo Zodiarts a activar un Zodiarts Switch. Como resultado, en lugar de fundirse con su cuerpo, el Switch hace que los aspectos más oscuros de su personalidad tengan una forma física idéntica a la de Yuki, pero con una máscara blanca que tiene una expresión en blanco en su rostro. Como Gemini Zodiarts, tiene un estilo de lucha poco ortodoxo y está armada con dos tipos de cartas explosivas: las cartas rojas que explotan al contacto y las cartas azules que explotan cuando ella lo desea. También tiene la capacidad de producir un clon de sí misma que también funciona como un explosivo viviente.
    - Ran Kuroki (黒木 蘭 Kuroki Ran?)/Pisces Zodiarts (ピスケス・ゾディアーツ Pisukesu Zodiātsu?): Es una nueva estudiante de primer año que domina la natación y el aikido. Aunque Gentaro intenta hacerse amigo de ella, ella rechaza su amistad directamente debido a una mala experiencia con estudiantes de último año de su antigua escuela secundaria, que la convenció de no confiar en ningún estudiante mayor que ella. Aunque es miembro de los Horoscopes, sus poderes están en cierto estado de inmadurez, debido a que se vio obligada a activar el Switch en lugar de hacerlo voluntariamente, ya que el Switch no despertará completamente la naturaleza de los Zodiarts a menos que el usuario lo active voluntariamente. En combate usa un tridente de doble punta y tiene la capacidad de licuarse a sí misma, nadar a través de superficies sólidas y disparar corrientes de agua a alta presión.

## Episodios
Los títulos de los episodios son una combinación de cuatro kanjis cuyos nombres juntos forman una frase.
1. Transformación juvenil (青・春・変・身 Sei Shun Hen Shin?)[9]
2. El espacio es impresionante (宇・宙・上・等 U Chū Jō Tō?)[10]
3. La elección de la reina (女・王・選・挙 Jo Ō Sen Kyo?)[11]
4. Transformación secreta (変・幻・暗・躍 Hen Gen An Yaku?)[12]
5. Amistad de dos caras (友・情・表・裏 Yū Jō Hyō Ri?)[13]
6. El único camino de la guerra relámpago (電・撃・一・途 Den Geki It To?)[14]
7. El rey, el imbécil (王・様・野・郎 Ō Sama Ya Rō?)[15]
8. La cooperación del caballero de hierro (鉄・騎・連・携 Tek Ki Ren Kei?)[16]
9. La bruja despierta (魔・女・覚・醒 Ma Jo Kaku Sei?)[17]
10. Retumbo de luz de luna (月・下・激・突 Gek Ka Geki Totsu?)[18]
11. La puerta de la luna desaparece (消・失・月・戸 Shō Shitsu Tsuki To?)[19]
12. Misión por la vida de Ken (使・命・賢・命 Shi Mei Ken Mei?)[20]
13. Expulsión de la escuela (学・校・拒・絶 Sei Ya Gas Shō?)[21]
14. El ataque del aguijón (毒・針・猛・襲 Doku Bari Mō Shū?)[22]
15. El coro de Nochebuena (聖・夜・合・唱 Sei Ya Gas Shō?)[23]
16. Conflicto entre lo correcto y lo incorrecto (Sei Ja Kat Tō?)[24]
17. La llegada de Ryūsei (流・星・登・場 Ryū Sei Tō Jō?)[25]
18. Confrontación entre Gen y Ryū (弦・流・対・決 Gen Ryū Tai Ketsu?)[26]
19. Dragón de acero, sin igual (鋼・竜・無・双 Kō Ryū Mu Sō?)[27]
20. Magnetismo excelente (超・絶・磁・力 Chō Zetsu Ji Ryoku?)[28]
21. Guía que confunde (進・路・誤・導 Shin Ro Go Dō?)[29]
22. Verdadero autorechazo (馬・脚・一・蹴 Ba Kyaku Is Shū?)[30]
23. La unión del cisne (白・鳥・同・盟 Haku Chō Dō Mei?)[31]
24. Deseo heroico (英・雄・願・望 Ei Yū Gan Bō?)[32]
25. Problemas de graduación (卒・業・後・髪 Sotsu Gyō Ushiro Gami?)[33]
26. El baile redondo perfecto (有・終・輪・舞 Yū Shū Rin Bu?)[34]
27. Transformación denegada (変・身・却・下 Hen Shin Kyak Ka?)[35]
28. La vuelta de la tormenta estelar (星・嵐・再・起 Sei Ran Sai Ki?)[36]
29. El silencio del kōhai (後・輩・無・言 Kō Hai Mu Gon?)[37]
30. La inutilidad del senpai (先・輩・無・用 Sen Pai Mu Yō?)[38]
31. El reino de las Pléyades (昴・星・王・国 Subaru Boshi Ō Koku?)[39]
32. La espada supercósmica (超・宇・宙・剣 Chō U Chū Ken?)[40]
33. La violencia de la vieja ciudad (古・都・騒・乱 Ko To Sō Ran?)[41]
34. Agujero ofensivo/defensivo en el cielo (天・穴・攻・防 Ten Ketsu Kō Bō?)[42]
35. Emisión monstruosa (怪・人・放・送 Kai Jin Hō Sō?)[43]
36. La última canción seria (本・気・伝・歌 Hon Ki Den Ka?)[44]
37. La selección del grupo estelar (星・徒・選・抜 Sei To Sen Batsu?)[45]
38. Decisión ganadora (勝・者・決・定 Shō Sha Ket Tei?)[46]
39. Orden en el campus (学・園・法・度 Gaku En Hat To?)[47]
40. Idea y pasión (理・念・情・念 Ri Nen Jō Nen?)[48]
41. El club es destruido (部・活・崩・壊 Bu Katsu Hō Kai?)[49]
42. Sagitario tiene el control (射・手・君・臨 I Te Kun Rin?)[50]
43. La luz y oscuridad de Géminis (双・子・明・暗 Futa Go Mei An?)[51]
44. La ceremonia estelar del destino (星・運・儀・式 Sei Un Gi Shiki?)[52]
45. Los defectos de Libra (天・秤・離・反 Ten Bin Ri Han?)[53]
46. El superior Sagitario (孤・高・射・手 Ko Kō I Te?)[54]
47. Los buenos amigos son separados (親・友・別・離 Shin Yū Betsu Ri?)[55]
48. La galaxia llena de juventud (青・春・銀・河 Sei Shun Gin Ga?)[56]

### Películas
- Kamen Rider × Kamen Rider Fourze & OOO: Movie War Mega Max (仮面ライダー×仮面ライダー　フォーゼ＆オーズ MOVIE大戦 MEGA MAX Kamen Raidā × Kamen Raidā Fōze ando Ōzu: Mūbī Taisen Mega Makkusu?): Película versus entre Kamen Rider OOO y Kamen Rider Fourze. Estrenada el 10 de diciembre de 2011.
- Kamen Rider × Super Sentai: Super Hero Taisen (仮面ライダー×スーパー戦隊　スーパーヒーロー大戦 Kamen Raidā × Sūpā Sentai: Sūpā Hīrō Taisen?): Película crossover entre las franquicias Kamen Rider y Super Sentai Series con la aparición de varios personajes de ambas. Estrenada el 21 de abril de 2012
- Kamen Rider Fourze the Movie: Everyone, Space is Here! (仮面ライダーフォーゼ　ＴＨＥ　ＭＯＶＩＥ　みんなで宇宙キターッ！ Kamen Raidā Fōze Za Mūbī Min'nade Uchū Kitā!?): Estrenada el 4 de agosto de 2012
- Kamen Rider × Kamen Rider Wizard & Fourze: Movie War Ultimatum (仮面ライダー×仮面ライダー ウィザード&フォーゼ MOVIE大戦アルティメイタム Kamen Raidā × Kamen Raidā Wizādo ando Fōze Mūbī Taisen Arutimeitamu?): Película crossover entre Kamen Rider Wizard y Kamen Rider Fourze. Estrenada el 8 de diciembre de 2012[57]

## Reparto
- Gentarō Kisaragi: Sōta Fukushi
- Ryūsei Sakuta: Ryō Yoshizawa
- Kengo Utahoshi: Ryūki Takahashi
- Yūki Jōjima: Fumika Shimizu
- Miu Kazashiro: Rikako Sakata
- JK: Shion Tsuchiya
- Shun Daimonji: Justin Tomimori
- Tomoko Nozama: Shiho
- Chūta Ōsugi: Takushi Tanaka
- Mitsuaki Gamou: Shingo Tsurumi
- Sarina Sonoda: Yuka Konan y Eiji Takemoto
- Kouhei Hayami: Kousei Amano
- Natsuji Kijima: Soran Tamoto
- Tatsumori Yamada: Kazuma Kawahara
- Kou Tatsugami: Kazutoshi Yokoyama
- Tojiro Goto: Ryousuke Kawamura
- Erin Suda: Karen Takizawa
- Yuta Sugiura: Kenta Itogi
- Kuniteru Emoto: Hajime Yamazaki y Rie Tanaka
- Dark Yuki: Fumika Shimizu y Hiromi Konno
- Ran Kuroki: Rin Honoka
- Tachibana, Narrador: Nobuyuki Hiyama

## Temas musicales

### Tema de entrada
- "Switch On!"
  - Letra: Shoko Fujibayashi
  - Música: Everset
  - Arreglos:Everset
  - Intérprete: Anna Tsuchiya[58][59]

### Temas de cierre
- "Giant Step" (Episodios 6-16, 18, 19, 23-25)
  - Letra: Shoko Fujibayashi
  - Música: Shuhei Naruse
  - Arreglos: Shuhei Naruse
  - Intérprete: May'n ft. Yoshiharu Shiina[60]

- "Shooting Star" (Episodios 16-18, 21, 22, 26, 29)
  - Letra: Shoko Fujibayashi
  - Música: Everset
  - Arreglos:Everset
  - Intérprete: Everset[61]

- "Bounce Back" (Episodios 20-22, 31)
  - Letra: Shoko Fujibayashi
  - Música: Yosuke Yamashita
  - Arreglos: Yosuke Yamashita
  - Intérprete: Minami Kuribayashi ft. Yosuke Yamashita[62]